# Can’t Stop Lovin’ You
«Can’t Stop Lovin’ You» — сорок третий в общем и третий с альбома Balance сингл хард-рок группы Van Halen, выпущенный 14 марта 1995 года на лейбле Warner Bros.

## О сингле
Песня появилась после того, как продюсер Брюс Фэрбэрн попросил более поп-ориентированную песню. Вместо того чтобы искать свои архивы, Эдди Ван Хален решил написать новую музыку с нуля. Песня была написана всеми членами Van Halen и посвящена вечной любви и дружбе. Песня отдаёт дань уважения песне Рэя Чарльза «я не могу перестать любить тебя» («I Can’t Stop Loving You»), особенно в той строке, где Сэмми Хагар поёт: «Эй, Рэй, то, что ты сказал, правда…» («Hey Ray, what you said is true…»).
Эта песня была взята с точки зрения бывшей жены Сэмми Хагара, полагающего, что она всё ещё любит его.
Песня была самым успешным синглом Van Halen из Balance в Соединённых Штатах, будучи единственным синглом, который достиг топ-40 в Billboard Hot 100, достигнув пика на тридцатом месте. Это будет последняя песня Van Halen, которая войдет в топ-40 в Соединённых Штатах. Песня также заняла третье место в канадском хит-параде RPM Top Singles chart и тридцать третьее место в британском хит-параде синглов.
Песня была неоднократно исполнена в туре 1995 года — Ambulance Tour с Сэмми Хагаром. Она была представлена в обоих сборниках Van Halen Best of — Volume I и The Best of Both Worlds.

## Музыкальное видео
В клипе, снятым режиссёром Питером Кристоферсоном, показана рок-группа, исполняющая песню, и люди, демонстрирующие свою привязанность друг к другу: пожилая пара, празднующая свой юбилей, пара подростков, игра мальчика со своей собакой, женщина и её любимая обезьянка; также трогательный момент, в котором девушка оплакивает потерю своей собаки.
В начале видео видно, как мужчина берёт пистолет, а его жена волнуется. В конце концов, на видео видно, как его жена и сын ждут его, когда он выйдет из тюрьмы. То, что он сделал и его время в тюрьме показаны в видео песни «Don’t Tell Me (What Love Can Do)».

## Список композиций
CD Англия и Европа
| №  | Название                  | Длительность |
| -- | ------------------------- | ------------ |
| 1. | «Can’t Stop Loving You»   | 4:07         |
| 2. | «Crossing Over»           | 5:03         |
| 3. | «Right Now (Live)»        | 6:08         |
| 4. | «Man On A Mission (Live)» | 4:58         |

CD Япония
| №  | Название                | Длительность |
| -- | ----------------------- | ------------ |
| 1. | «Can’t Stop Loving You» | 4:07         |
| 2. | «Big Fat Money»         | 3:57         |
| 3. | «Baluchitherium»        | 4:05         |

CD США
| №  | Название                | Длительность |
| -- | ----------------------- | ------------ |
| 1. | «Can’t Stop Loving You» | 4:07         |
| 2. | «Crossing Over»         | 5:04         |

## Участники записи
- Алекс Ван Хален — ударные
- Эдди Ван Хален — электрогитара, бэк-вокал
- Майкл Энтони — бас-гитара, бэк-вокал
- Сэмми Хагар — вокал